# Мали билби
Мали билби или јалара, мали зекоухи бандикут, белорепи зекоухи бандикут (Macrotis leucura) је изумрла врста сисара торбара из реда Peramelemorphia.

## Станиште
Мали билби је имао станиште на копну.

## Угроженост
Ова врста је наведена као изумрла, што значи да нису познати живи примерци.